# Choka
Choka ist ein Gemüsegericht der trinidadischen Küche. Das im Wesentlichen aus einer Hauptzutat, Zwiebeln, Knoblauch und Chilis bestehende Gericht wird meistens warm mit Sada Roti, einem einfachen Fladenbrot, gegessen oder als kalte oder warme Würzsauce gereicht. Die bei weitem beliebtesten Varianten nutzen als Hauptzutat Tomaten (tomato choka) oder Aubergine (beigan choka).

## Etymologie und Geschichte
Das Gericht geht auf indischstämmige Kontraktarbeiter zurück. Bedingt durch das Ende der Sklaverei 1840 wurde für die die damalige Wirtschaft dominierenden Plantagen möglichst billiger Ersatz für die Sklaven gesucht und in Vertragsarbeitern aus Britisch-Indien gefunden. Ab 1840 wurden Arbeiter in großer Zahl angeworben, die auf mindestens fünf Jahre verpflichtet wurden und dafür fünf Acre Land versprochen bekamen. Bis zum Ersten Weltkrieg immigrierten so 145.000 vorwiegend ostindische Arbeiter nach Trinidad, die ihre gewohnten Rezepte an das Zutatenangebot ihrer neuen Heimat adaptierten. Choka geht auf das im ostindischen Bundesstaat Bihar gängige Chokha zurück, eine Würzsauce, für die Kartoffeln, Tomaten oder Auberginen mit Gewürzen zerstoßen werden.
Im wie Trinidad englischsprachigen Guyana ist Choka ebenfalls gängig, dort wird es auch mit gerösteter, gemahlener Kokosnuss zubereitet. Das populäre Baigan Choka wird in Guyana als Boulanger Choka bezeichnet.
Choka wird ähnlich wie Doubles typischerweise mit Frühstück assoziiert, aber auch gerne als Beilage zum Abendessen konsumiert.

## Zubereitung
Neben Tomaten oder Auberginen kommen gelegentlich auch andere Gemüse oder Knollen zum Einsatz, so Helmbohne, Spargelbohne, Kürbis, Kartoffeln oder Eddoes (eine Knolle aus der Pflanzengattung der Zehrwurze). Auch der in der trinidadischen Küche traditionell beliebte Klippfisch wird verwendet.
Die Hauptzutat wird idealerweise auf einem Grill geröstet, alternativ im Backofen oder in der Pfanne. Auch ein einfaches Erwärmen in Topf oder Mikrowelle ist möglich und wird insbesondere bei Verwendung von Kartoffeln oder Eddoes als Hauptzutat angewandt. Eine typisch trinidadische Zubereitungsweise für Auberginen ist es, vor dem Grillen die Haut des Gemüses an mehreren Stellen einzustechen und gepellte Knoblauchzehen in die Löcher zu stecken. Knoblauch und Chilis werden mit Salz zu einer Paste zerstoßen, zum Beispiel mit einem Mörser. Die geröstete Hauptzutat wird gehäutet und gemeinsam mit der vorbereiteten Paste zu einer stückigen Sauce zerstoßen. Auf diese werden kleingehackte Zwiebeln sowie heißes Öl gegeben und das Ganze verrührt. Optional kann ein Teil des Knoblauchs frittiert und zum Schluss zum Gericht gegeben werden. Die Gastrojournalistin und Kochbuchautorin Ramin Ganeshram empfiehlt ein Anbraten von Knoblauch und Zwiebeln und ein anschließendes Aufkochen des Gerichts.